# Уншиёган
Уншиёган (устар. Унши-Юган) — река в Шурышкарском районе Ямало-Ненецкого АО. Устье реки находится в 95 км по правому берегу реки Тоитъёган. Длина реки 12 км.

## Данные водного реестра
По данным государственного водного реестра России относится к Нижнеобскому бассейновому округу, водохозяйственный участок реки — Обь от впадения реки Северная Сосьва до города Салехард, речной подбассейн реки — бассейны притоков Оби ниже впадения Северной Сосьвы. Речной бассейн реки — (Нижняя) Обь от впадения Иртыша.
Код объекта в государственном водном реестре — 15020300112115300022744.